# Pangio shelfordii
Pangio shelfordii är en fiskart som först beskrevs av Popta, 1903.  Pangio shelfordii ingår i släktet Pangio och familjen nissögefiskar. Inga underarter finns listade i Catalogue of Life.